# Хованец, Генри Теофилус
Генри Теофилус Хованец, Генрих Феофил Хованец (англ. Henry Theophilus Howaniec 14 февраля 1931, Чикаго, США — 30 марта 2018, Милуоки) — католический епископ, первый ординарий епархии Пресвятой Троицы в Алма-Ате. Член ордена францисканцев.
Родился 14 февраля 1931 года в Чикаго (США) в семье польских иммигрантов. Вступил в орден францисканцев в 1948 году, вечные обеты принес в 1952 году. Рукоположён в священный сан в 1956 году.
В 1968—1992 годах работал в Генеральном доме ордена францисканцев в Риме архивистом и переводчиком. С 1993 года в Казахстане.
Назначен апостольским администратором Алма-Аты в 1999 году, посвящён в епископы в 2000 году. С 2003 года, когда апостольская администратура Алма-Аты была возведена в ранг полноценной епархии, получившей название епархии Пресвятой Троицы, занимает её кафедру. 5 марта 2011 года Папа Римский Бенедикт XVI принял его отставку по возрасту, и его преемником назначил испанского епископа Хосе Луиса Мумбиела Сьерру.
30 марта 2018 года умер около полудня в католическом доме «Milwaukee» (США).

## Епископская генеалогия
- Кардинал Сципионе Ребиба
- Кардинал Джулио Антонио Сантори
- Кардинал Джироламо Бернерио , ОП
- Архиепископ Галеаццо Санвитале
- Кардинал Людовико Людовизи
- Кардинал Луиджи Каэтани
- Кардинал Ульдерико Карпенья
- Кардинал Палуццо Палуцци Альтьери дельи Альбертони
- Папа Бенедикт XIII
- Папа Бенедикт XIV
- Папа Климент XIII
- Кардинал Энрико Бенедетто Стюарт
- Папа Лев XII
- Кардинал Кьяриссимо Фальконьери Меллини
- Кардинал Камилло Ди Пьетро
- Кардинал Мечислав Халка Ледоховски
- Кардинал Ян Мауриций Павел Пузына де Косельско
- Архиепископ Юзеф Бильчевский
- Архиепископ Болеслав Твардовский
- Архиепископ Евгениуш Базяк
- Папа Иоанн Павел II
- Архиепископ Мариан Олесь
- Епископ Генрих Феофил Хованец, OFM

## Владение языкам
- Английский язык
- Итальянский язык
- Польский язык
- Русский язык

Также читал на латинском, французском и испанском языках.